# 키라 저고스키
키라 저고스키(영어: Kyra Zagorsky, 1976년 4월 1일 ~ )는 미국의 배우이다.

## 출연 작품
- 특수기동대 3: 언더 시즈 (2017)
- 홈 인베이션 (2016)
- 벤데타 (2015)
- 헬릭스 2 (2015)
- 톡신 (2014)
- 헬릭스 1 (2014)
- ABC 오브 데쓰 (2012)
- 추수감사절 구하기 (2010)